# Máret Ánne Sara

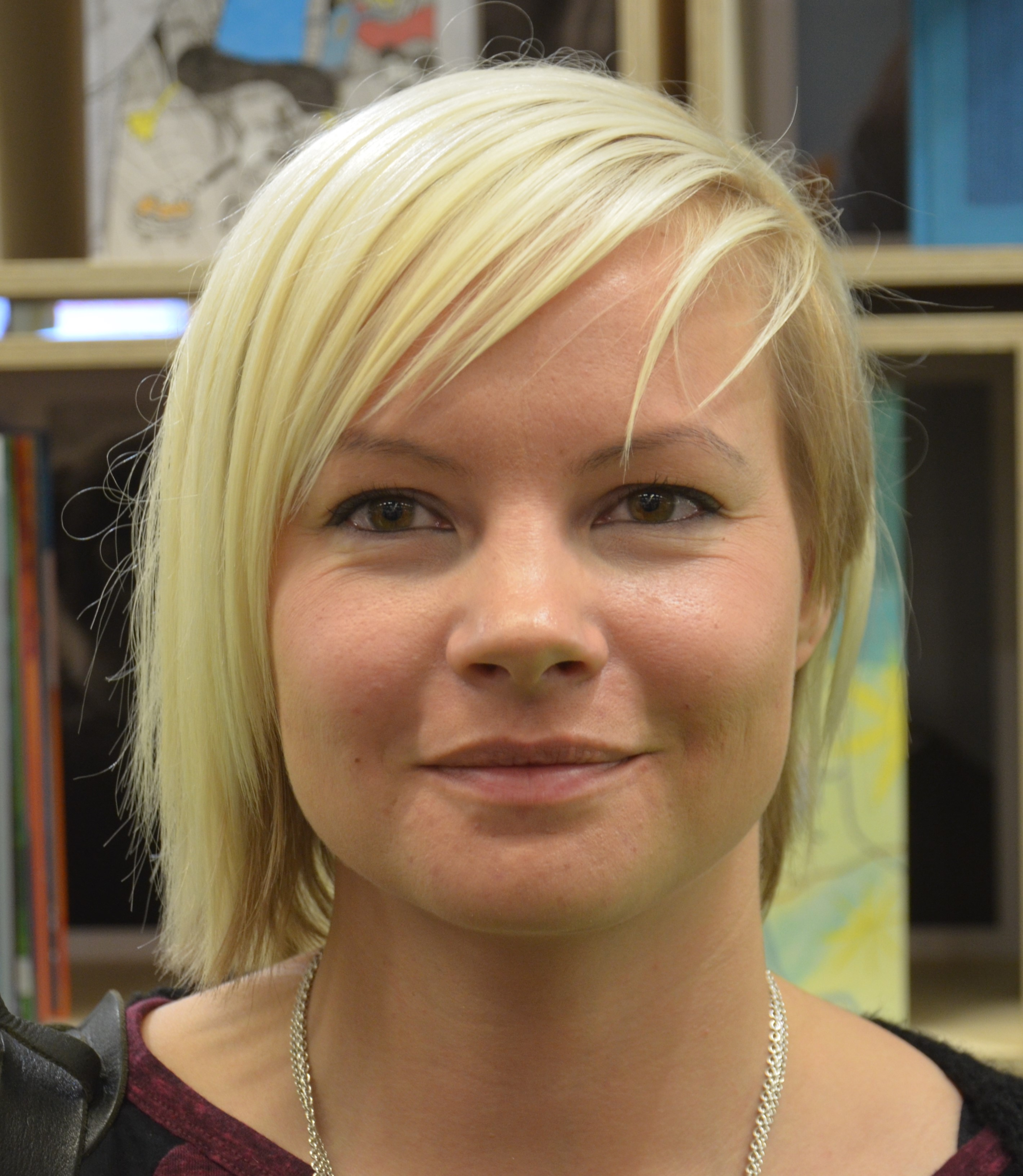
Máret Ánne Sara (2014)

Máret Ánne Sara (* 23. Dezember 1983 in Kautokeino, Provinz Finnmark) ist eine samisch-norwegische bildende Künstlerin, Schriftstellerin und Journalistin. Einem internationalen Publikum wurde sie durch ihre Teilnahme an der documenta 14 bekannt.

## Leben

### Ausbildung und erste Ausstellungen
Máret Ánne Sara wuchs in einer Familie auf, die seit Generationen von der Rentierhaltung und -züchtung lebt. Sie studierte zunächst Anglistik an der Universität Tromsø sowie Indigenen Journalismus an der Samischen Hochschule in Kautokeino. Von 2010 bis 2011 besuchte sie Kurse aus dem Bereich Kunst und Illustration an der Arts University in Bournemouth. Wiederum in Kautokeino absolvierte sie eine Ausbildung zur Produktdesignerin. Sieben Jahre lang, von 2005 bis 2012, war sie Redakteurin des samischen Jugendmagazins Š Nuoraidmagasiidna.
2003 beteiligte sie sich an einer Gruppenausstellung junger bildender Künstler in ihrem Heimatort Kautokeino. Erstmals in einer Einzelausstellung waren ihre künstlerischen Arbeiten 2006 im Museum Siida im finnischen Inari zu sehen. Seitdem stellt sie regelmäßig aus, überwiegend im Norden Skandinaviens.

### Arbeiten als Bildende Künstlerin

#### Oaivemozit/Galskap/Madness
In ihren Gemälden, grafischen Arbeiten, Skulpturen und Installationen reflektiert Máret Ánne Sara die Kolonialgeschichte des indigenen Volkes der Sámi, dem sie selbst angehört. Der Schwerpunkt liegt dabei auf gegenwärtigen Konflikten mit der norwegischen Zentralverwaltung. In ihrer grafischen Serie Oaivemozit/Galskap/Madness, zuerst 2013 in Kautokeino, Hadsel, Bø und Oslo gezeigt, setzt sie sich unter anderem mit dem Bau von Hochspannungs-Freileitungen quer durch Kalbgebiete von Rentieren in Sápmi auseinander. Archaische und moderne Lebensweisen prallen in diesen Arbeiten aufeinander. Drei Drucke aus dieser Serie hat das Sameting, das Parlament der Samen in Karasjok, erworben.

#### Pile o’Sápmi

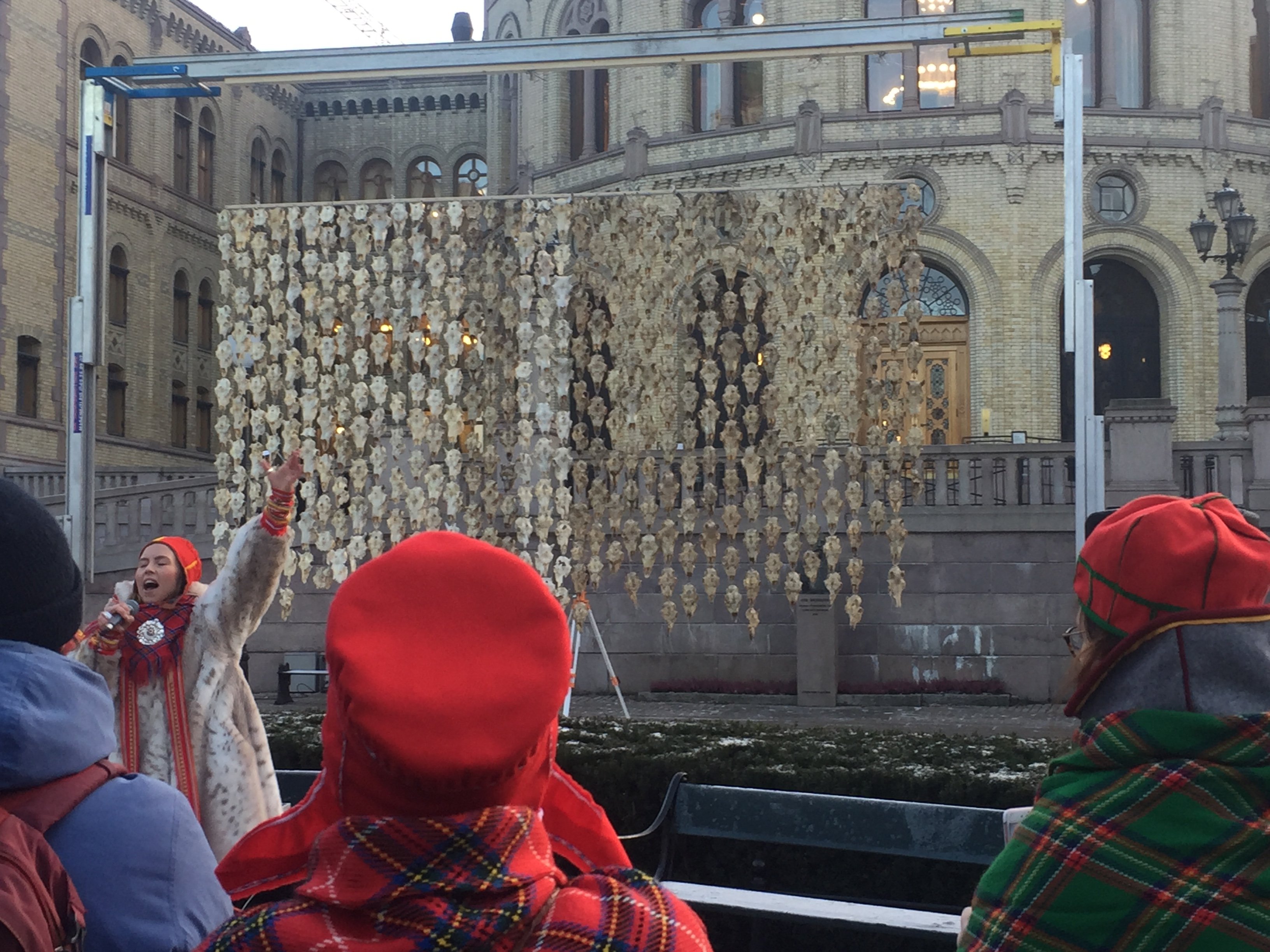
Pile o’Sápmi vor dem Storting in Oslo

Ihr bekanntestes Projekt, Pile o’Sápmi, wurde durch aktuelle Auflagen des norwegischen Rentierhaltungsgesetzes von 2007 ausgelöst. Die norwegische Regierung zwingt samische Rentierhalter auf Grundlage des Gesetzes, große Bestände ihrer Herden zu töten, da die Finnmark überweidet sei und die Tiere Umweltschäden anrichten würden. Auch der jüngere Bruder der Künstlerin, Jovsset Ánte Sara, der die Herde der Familie übernommen hat, ist zu einer Zwangsschlachtung von Dutzenden Tieren und einer Reduzierung seiner Herde auf 75 Rentiere aufgefordert worden. Seiner Meinung nach sind die Gründe für die erzwungene Tötung der Tiere vorgeschoben. Im zukünftigen Abbau reicher Bodenschätze in der Finnmark – unter anderem Eisen, Kupfer und Gold – sieht er das eigentliche Motiv des Staates. Die Rentiere seien dabei im Weg. Jovsset Ánte Sara verklagte den norwegischen Staat und gewann den Rechtsstreit in zwei Instanzen. Am 21. Dezember 2017 entschied der Oberste Gerichtshof in Oslo jedoch, dass Jovsset Ánte Sara seine Herde reduzieren muss.
Vor der Urteilsverkündigung in der ersten Instanz am 1. Februar 2016 errichtete Máret Ánne Sara vor dem Landgericht in Tana eine Installation, die aus einem Haufen von 200 kegelförmig angeordneten blutigen Rentierköpfen und einer ironisch an der Spitze platzierten norwegischen Fahne bestand. Mit diesem Kunstwerk wollte Sara die Klage ihres Bruders unterstützen und den Eingriff in die tradierte Lebensweise ihres Volkes veranschaulichen, die in der Rentierhaltung einen kulturellen Ausdruck von kaum zu unterschätzender Bedeutung entfaltet. Der Titel der Installation – Pile o’Sápmi – nimmt Bezug auf den „Pile of Bones“ (Knochenberg), einen Ort im kanadischen Regina, an dem Cree-Indianer Bisonknochen aufstapelten, um den Geist der Tiere an das Land zu binden. Gleichzeitig knüpft Máret Ánne Sara an die Kolonialgeschichte Nordamerikas an, wo Knochenberge auch von der Vernichtung von Tieren und der Vertreibung der indigenen Bevölkerung zeugten.
2017 erhielt Máret Ánne Sara eine Einladung, an der documenta 14 in Kassel teilzunehmen. Hier präsentierte sie ihre Installation Pile o’Sápmi in weiterentwickelter Form. Sie fertigte einen drei mal vier Meter langen Vorhang aus nunmehr 300 Rentierschädeln an. Alle Schädel weisen, für den Betrachter gut sichtbar, Schusslöcher auf. Zwei Vitrinen enthalten ein Exemplar des norwegischen Rentierhaltungsgesetzes sowie Prozessakten aus den Gerichtsverfahren ihres Bruders. Während die Einschusslöcher in der Mitte der Schädel den fehlenden Respekt vor der Lebensweise indigener Gemeinschaften thematisieren, verweisen die Schriftstücke auf den modernen Kontext heutiger Interessenskonflikte. In den Worten der Künstlerin: „Wir sehen, wie koloniale Macht heutzutage ausgeübt wird, mit den Mitteln von Gesetz und Demokratie.“ Ihre Installation zeigte sie im Dezember 2017, vor der Urteilsverkündigung des Obersten Gerichtshofes, auch vor dem Storting in Oslo.
Máret Ánne Saras Installation auf der documenta fand weltweit breite Beachtung und wurde mehrfach zu den Höhepunkten der Schau gerechnet.

#### Grafisches Design
Neben ihren Großserien und Installationen ist Sara regelmäßig im Bereich des grafischen Designs tätig. Sie entwirft unter anderem Plakate für das Beaivváš Sámi Našunálateáhter, das Nationaltheater der Samen, und für Filmproduktionen. In Kooperation mit der samischen Modedesignerin Anne Berit Anti entstanden Textildrucke. Daneben gestaltete sie verschiedene Buch- und CD-Cover.
Máret Ánne Sara ist Gründungsmitglied und Leiterin des samischen Künstlerkollektivs Dáiddadállu mit Sitz in Kautokeino.

### Autorin von Jugendromanen
2013 debütierte Máret Ánne Sara als Autorin mit dem Jugendroman Ilmmiid gaskkas. In norwegischer Übersetzung erhielt das erste Buch einer geplanten Trilogie den Titel Mellom verdener (Zwischen den Welten). Erzählt wird vom Geschwisterpaar Sanne und Lemme, das nach einem Streit mit dem Vater über den Bau eines Motocross-Parcours in einem Weidegebiet von zu Hause ausreißt. Der Vater ist Rentierhalter und sieht seine Existenz durch die Anlage bedroht. Die beiden Jugendlichen landen, vom Ruf eines Myling, des Geistes eines ungetauften, neugeborenen Kindes, verhext, in der Unterwelt. Auch wenn sie zunächst nicht wissen, wo sie sind, wird ihnen schnell klar, dass sie sich in Rentiere verwandeln und um ihr Leben laufen müssen. Der Roman verbindet Fantasy-Elemente mit der mündlichen samischen Erzähltradition und problematisiert materialistisches Denken und die damit einhergehende Naturzerstörung. Das Buch wurde 2014 für den Literaturpreis des Nordischen Rates, Sektion Jugendliteratur, nominiert.
Der zweite Teil der Serie, Doaresbealde doali, erschien 2014 auf Nordsamisch und handelt vom Kampf der Jugendlichen, in ihre alte Welt zurückzufinden. Mit den Wirkmitteln des Kriminalromans wird der Konflikt der Rentierzüchter mit Industrieunternehmen geschildert, die ihr Land beanspruchen.